# Prémonitions (téléfilm)
Pour les articles homonymes, voir Prémonitions.
Prémonitions ou Le 7e Sens (Premonition) est un téléfilm canadien réalisé par Jonas Quastel et diffusé en 2004.

## Synopsis
Au cours d'une enquête qui tourne mal, l'inspecteur Jack Barnes se retrouve à l'hôpital. À son réveil, après deux jours de coma, il apprend que son coéquipier est mort, mais surtout, il découvre qu'il peut désormais voir dans l'avenir, en particulier les catastrophes imminentes : un tremblement de terre, le déraillement d'une rame de métro, l'explosion d'une conduite de gaz... 
Mais ce don de prémonition, utile dans l'exercice de son métier, est un lourd fardeau, car peu de gens le prennent au sérieux ; et à chaque menace écartée, une autre, plus terrifiante encore, se profile...

## Fiche technique
- Titre original : Premonition
- Scénario : Will Stewart
- Durée : 90 min
- Pays :  Canada

## Distribution
- Casper Van Dien (VF : Damien Boisseau) : Jack Barnes
- Catherine Oxenberg (VF : Emmanuelle Bondeville) : Kate Barnes
- Kyle Jordon Drewitz : R.J. Barnes
- Doug Abrahams : Inspecteur Tom Kelly
- Lorena Gale (VF : France Bastoen) : Capitaine Gloria Smith
- Earl Pastko : Vargas
- Colin Lawrence : Agent Boston
- Philip Granger : Agent Brown
- David Palffy (VF : Arnaud Léonard) : Nazir
- John Tench : Goran
- Michael Derbas : Rafi
- Teri Lee Sampson : Fille au nez cassé
- Beverley Knight : Fille piétinée
- Dave "Squatch" Ward : Inspecteur
- Paul Anthony : Dexter Manning
- Michael David Sims : Docteur Jamieson
- Cam Cronin : Urgentiste
- Darrell Izeard : Garde
- Chris Tarling : Ambulancier
- Edmond Wong : Flic au métro
- Sarah Deakins : Mère au métro
- Kelly Nealson : Chef de l'équipe du SWAT